# Željko
Željko ist ein slawischer männlicher Vorname, der vor allem in südslawischen Ländern wie Kroatien, Bosnien und Herzegowina, Serbien, Montenegro und Mazedonien verbreitet ist. Der Name leitet sich vom slawischen Wort „želja“ ab, was „Wunsch“, „Verlangen“ oder „Sehnsucht“ bedeutet. Somit kann Željko als „der Wunschvolle“ oder „der Sehnsüchtige“ interpretiert werden.

## Namensträger
- Željko Balen (* 1990), kroatischer Fußballspieler
- Željko Buvač (* 1961), jugoslawischer bzw. bosnisch-herzegowinischer Sportler
- Željko Čajkovski (1925–2016), jugoslawischer Fußballspieler und -trainer
- Željko Dakić (* 1967), serbischer Fußballspieler
- Željko Franulović (* 1947), jugoslawischer bzw. kroatischer Tennisspieler
- Željko Ivanek (* 1957), slowenischer Schauspieler
- Željko Joksimović (* 1972), serbischer Popsänger und Komponist
- Željko Jovanović (* 1965), kroatischer Politiker
- Željko Kerum (* 1960), kroatischer Unternehmer
- Željko Komšić (* 1964), Mitglied des Staatspräsidiums von Bosnien
- Željko Mavrović (* 1969), kroatischer Boxer
- Željko Mitrakovič (* 1972), slowenischer Fußballspieler
- Željko Musa (* 1986), kroatischer Handballspieler und -trainer
- Željko Obradović (* 1960), serbischer Basketballspieler und -trainer
- Željko Pavlović (* 1971), kroatischer Fußballspieler
- Željko Peratović (* 1966), kroatischer Journalist
- Željko Perušić (1936–2017), jugoslawischer Fußballspieler und -trainer kroatischer Herkunft
- Željko Ražnatović (1952–2000), jugoslawischer Anführer einer paramilitärischen Organisation
- Željko Rebrača (* 1972), serbischer Basketballspieler
- Željko Samardžić (* 1955), serbischer Sänger
- Željko Sopić (* 1974), kroatischer Fußballspieler
- Željko Spasojević (1973–2014), slowenischer Fußball- und Futsalspieler
- Željko Šturanović (1960–2014), montenegrinischer Politiker
- Željko Vidaković (1954–2025), kroatischer Handballspieler
- Željko Vidović (* 1975), aus Bosnien und Herzegowina stammender Zeichner, Filmemacher, Autor, Schauspieler und Produzent
- Željko Vlahović (* 1973), kroatischer Pianist